# سفارة المغرب لدى البحرين
سفارة المغرب لدى البحرين هي البعثة الدبلوماسية للمملكة المغربية لدى مملكة البحرين، وتقع بالعاصمة المنامة.